# Isesaki
Isesaki (japanska: 伊勢崎市?, Isesaki-shi) är en stad i Gunma prefektur i Japan. Staden fick stadsrättigheter 1940  och 
har sedan 2007 
status som speciell stad (japanska: 特例市?, Tokureishi) enligt lagen om lokalt självstyre.